# Museum SchPIRA
Das Museum SchPIRA ist ein Museum in der rheinland-pfälzischen Stadt Speyer.

## Geschichte
Das Museum wurde am 9. November 2010 eröffnet, 72 Jahre nach der Reichspogromnacht, in der auch die Synagoge in Speyer zerstört wurde. Die Schau sieht sich als Ergänzung zum benachbarten Judenhof, womit Exponate zu den drei wichtigsten Säulen der jüdischen Gemeinde besichtigt werden können, Synagoge, Friedhof und Mikwe.

## Ausrichtung
Es präsentiert archäologische Exponate aus dem jüdischen Leben Speyers im Mittelalter, „Schpira“ ist die historische hebräische Bezeichnung für den Namen Speyers „Spira“ einer der drei SchUM-Städte. Auf 80 Quadratmetern sind unter anderem ein Rundbogenfragment aus dem 12. Jahrhundert, Grabsteine aus dem 14. Jahrhundert und ein Doppelbogenfenster aus den Jahren 1110/20 zu sehen. Einige Exponate sind Dauerleihgaben des Historischen Museums der Pfalz in Speyer. 